# Rak pęcherzyka żółciowego

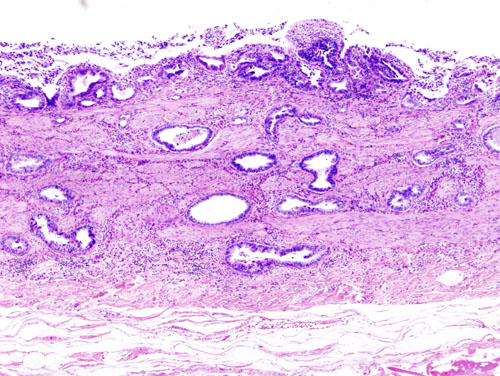
Preparat histologiczny raka pęcherzyka żółciowego wykrytego przypadkowo po cholecystektomii

Rak pęcherzyka żółciowego (łac. adenocarcinoma vesicae felleae, ang. gallbladder cancer) – choroba nowotworowa pęcherzyka żółciowego, powstająca wskutek nowotworowej transformacji nabłonka gruczołowego wyścielającego światło narządu. Jest rzadkim nowotworem, źle rokującym ze względu na długo bezobjawowy przebieg.

## Epidemiologia
- rzadki nowotwór, w USA częstość zachorowań wynosi 3:100000/rok
- w niektórych krajach, m.in. krajach Ameryki Południowej, Japonii i Izraelu jest częstszy. W Chile stanowi 4. przyczynę zgonów nowotworowych
- 5. co do częstości nowotwór przewodu pokarmowego
- do 5 razy częstszy u kobiet

## Etiopatogeneza
Częsta koincydencja choroby nowotworowej pęcherzyka żółciowego i kamicy sugeruje, że mechaniczne drażnienie ściany narządu przez złogi może pobudzać nowotworzenie. Postulowano również związek mutacji genu P53 i wystąpienia nowotworu.

## Czynniki ryzyka
- kamica żółciowa (ryzyko wzrasta ze średnicą kamieni, duże gdy średnica >3 cm)
- płeć żeńska
- otyłość, duża podaż węglowodanów
- przewlekłe zakażenie Salmonella typhi
- pęcherzyk porcelanowy (niedawne doniesienia kwestionują związek uwapnienia ściany pęcherzyka i większego ryzyka nowotworu)
- polipowatość, duże polipy mają średnicę > 10 mm
- anomalie anatomiczne w zakresie połączenia przewodu trzustkowego i żółciowego
- częściowa gastrektomia
- AIDS
- picie alkoholu[1][2]

## Obraz makroskopowy
Wyróżniamy dwie postaci raka pęcherzyka żółciowego:
- postać naciekająca – występuje częściej, słabo odgraniczony obszar rozlanego pogrubienia i stwardnienia ściany pęcherzyka, guz o charakterze włóknistym, bardzo twardy
- postać egzofityczna – nowotwór rośnie do światła, tworząc nieregularną, kalafiorowatą masę, naciekając jednocześnie położoną pod nim ścianę

## Objawy
- ból w prawym górnym kwadrancie
- objawy cholestazy:
  - żółtaczka
  - stolce tłuszczowe
  - nasilony świąd skóry
- spadek wagi ciała, złe samopoczucie, zmęczenie
- nudności, wymioty
- nietolerancja tłustych potraw, jadłowstręt
- czasem objaw Courvoisiera
- macalny guz w rzucie pęcherzyka żółciowego
- hepatomegalia, wodobrzusze

## Rozpoznanie
Rak pęcherzyka żółciowego bardzo długo pozostaje bezobjawowy, dlatego do rozpoznania nowotworu często dochodzi przypadkowo podczas badań TK czy USG wykonywanych z innych przyczyn. Niepokojące może być również podwyższenie wskaźników cholestazy w badaniach laboratoryjnych. W przypadku wystąpienia objawów sugerujących nowotwór, wykonuje się następujące badania:
- USG
- TK
- biopsja aspiracyjna cienkoigłowa
- ECPW
- MRI

## Rokowanie
- niepomyślne, guz zwykle nieresekcyjny w momencie rozpoznania (3/4 przypadków)
- ogólne przeżycie wynosi średnio 6 miesięcy od rozpoznania
- 5-letnie przeżycie wynosi 1-5%

## Leczenie
Leczeniem z wyboru jest leczenie chirurgiczne i resekcja guza z szerokim marginesem tkanek. W zaawansowanym nowotworze zwykle oferowane jest leczenie paliatywne:
- endoskopowy przezskórny drenaż dróg żółciowych
- terapia fotodynamiczna
- leki przeciwbólowe
- przezskórna neuroliza splotu trzewnego
- radioterapia

Badania kliniczne mające na celu określenie skuteczności chemioterapii u pacjentów z rakiem pęcherzyka żółciowego obejmowały małe grupy chorych. Wykazano stosunkowo dobrą odpowiedź w przypadku schematu leczenia FAM (5-fluorouracyl + adriamycyna + mitomycyna C).

## Klasyfikacja TNM
Klasyfikacja TNM według American Joint Committee of Cancer, 2002
T: wielkość guza pierwotnego
| T   | Opis |
| --- | --- |
| T0  | nie stwierdza się obecności guza pierwotnego |
| Tx  | nie można określić wielkości guza pierwotnego |
| TIS | Carcinoma in situ |
| T1a | nacieka blaszkę właściwą błony śluzowej |
| T1b | nacieka blaszkę mięśniową błony śluzowej |
| T2  | nacieka przydankę, bez nacieku surowicówki ani wątroby |
| T3  | naciek błony surowiczej (otrzewnej trzewnej) i (lub) wątroby i (lub) jeszcze jednego narządu lub struktury anatomicznej (żołądka, dwunastnicy, okrężnicy, trzustki, sieci większej, dróg żółciowych) |
| T4  | naciek żyły wrotnej lub tętnicy wątrobowej lub naciek licznych narządów i struktur anatomicznych poza wątrobą                                                                                        |

N: zajęcie regionalnych węzłów chłonnych
| N   | Opis                                                       |
| --- | ---------------------------------------------------------- |
| Nx  | nie można stwierdzić zajęcia regionalnych węzłów chłonnych |
| N1a | naciek węzłów więzadła dwunastniczo-wątrobowego            |
| N1b | inne regionalne węzły chłonne zajęte                       |

M: odległe przerzuty
| M  | Opis                                                |
| -- | --------------------------------------------------- |
| Mx | nie można stwierdzić obecności przerzutów odległych |
| M0 | brak odległych przerzutów                           |
| M1 | przerzuty odległe obecne                            |